# Isländische Fußballmeisterschaft 1923
Die isländische Fußballmeisterschaft 1923 war die zwölfte Spielzeit der höchsten isländischen Fußballliga.
Fram Reykjavík gewann seine dritte Meisterschaft in Serie, und seine neunte insgesamt.

## Abschlusstabelle
| Pl. | Verein             | Sp. | S | U | N | Tore    | Quote | Punkte |
| --- | ------------------ | --- | - | - | - | ------- | ----- | ------ |
| 1.  | Fram Reykjavík (M) | 3   | 3 | 0 | 0 | 012:200 | 6,00  | 06:0   |
| 2.  | KR Reykjavík       | 3   | 2 | 0 | 1 | 008:400 | 2,00  | 04:20  |
| 3.  | Valur Reykjavík    | 3   | 0 | 1 | 2 | 003:100 | 0,30  | 01:50  |
| 4.  | Víkingur Reykjavík | 3   | 0 | 1 | 2 | 002:900 | 0,22  | 01:50  |

| (M) | amtierender isländischer Meister |

### Kreuztabelle
Die Kreuztabelle stellt die Ergebnisse aller Spiele dieser Saison dar. Die Heimmannschaft ist in der ersten Spalte aufgelistet, die Gastmannschaft in der obersten Reihe. Die Ergebnisse sind immer aus Sicht der Heimmannschaft angegeben.
| 1923               | Fram Reykjavík | KR Reykjavík |     | Víkingur Reykjavík |
| Fram Reykjavík     |                | 3:0          | 6:1 | 3:1                |
| KR Reykjavík       | –              |              | 3:1 | 5:0                |
| Valur Reykjavík    | –              | –            |     | 1:1                |
| Víkingur Reykjavík | –              | –            | –   |                    |